# Cuộc giải cứu thần kỳ
Cuộc giải cứu thần kỳ (tiếng Anh: Saving Mr. Banks) là phim hài-chính kịch tiểu sử được các hãng phim ba nước Hoa Kỳ-Úc-Anh hợp tác sản xuất năm 2013 do John Lee Hancock đạo diễn và Kelly Marcel cùng Sue Smith viết kịch bản. Tập trung vào quá trình phát triển phim Mary Poppins của Walt Disney Studios (phát hành năm 1964), phim có sự tham gia của Emma Thompson trong vai nhà văn P. L. Travers và Tom Hanks trong vai nhà làm phim Walt Disney, cùng các vai phụ do Colin Farrell, Paul Giamatti, Jason Schwartzman, Bradley Whitford, Ruth Wilson, B. J. Novak, Rachel Griffiths, và Kathy Baker đảm nhiệm. Đặt tên theo nhân vật ông bố trong truyện của Travers, phim tái hiện chuyến đi dài hai tuần của nữ nhà văn đến Los Angeles năm 1961 theo lời mời của Disney, nhằm thuyết phục bà ký hợp đồng cho phép chuyển thể bộ tiểu thuyết của bà lên màn ảnh.
Sản xuất bởi Walt Disney Pictures và BBC Films, tác phẩm được quay hoàn toàn ở khu vực miền nam California, chủ yếu là ở trụ sở của Walt Disney Studios tại Burbank, nơi diễn ra phần lớn mạch truyện. Phim được phát hành tại các rạp ở Anh vào ngày 29 tháng 11 năm 2013, và ở Hoa Kỳ ngày 13 tháng 12 năm 2013. Phim nhận được các đánh giá tích cực, trong đó có nhiều lời khen dành cho phần diễn xuất, kịch bản và sản xuất—Thompson nhận được các đề cử giải BAFTA, giải Quả cầu vàng, giải Hiệp hội diễn viên điện ảnh, và giải Sự lựa chọn của giới phê bình ở hạng mục Nữ diễn viên chính xuất sắc nhất, còn Thomas Newman nhận được đề cử giải Oscar cho nhạc phim hay nhất. Phim cũng là một thành công về doanh thu phòng vé khi mang về 112 triệu USD trên toàn cầu so với kinh phí sản xuất là 35 triệu USD.

## Cốt truyện
Ở London năm 1961, Pamela "P. L." Travers (Emma Thompson), một nhà văn đang gặp khó khăn về tài chính, miễn cưỡng đồng ý tới Los Angeles để gặp gỡ Walt Disney (Tom Hanks) theo lời động viên của nhà quản lý Diarmuid Russell (Ronan Vibert). Disney đã theo đuổi Travers 20 năm để thuyết phục bà đồng ý cho chuyển thể bộ truyện Mary Poppins lên màn ảnh, theo mong muốn của con gái ông là sản xuất một bộ phim dựa trên nhân vật này. Tuy nhiên, Travers lại cực kỳ do dự về việc cho phép Disney chuyển thể tác phẩm của mình thành phim bởi ông chủ yếu sản xuất phim hoạt hình, một thể loại mà Travers công khai coi thường.
Tuổi thơ của Travers ở Allora, Queensland năm 1906 được tái hiện qua những cảnh hồi tưởng của bà, và nó cho thấy quãng thời gian ấy chính là nguồn cảm hứng cho phần lớn bộ truyện Mary Poppins. Travers sống rất gần gũi và tình cảm với người bố đẹp trai và cuốn hút của mình, Travers Robert Goff (Colin Farrell), người đã cố cai nghiện rượu nhưng không thành công.
Khi tới Los Angeles, Travers thấy khó chịu vì những thứ bà cho là thiếu thực tế của thành phố, cũng như sự lạc quan đến ngây thơ và sự thân thiện đến mức chọc ngoáy của cư dân nơi đây. Người lái xe limo chở bà, Ralph (Paul Giamatti), là hiện thân của những điều đó.
Tại trụ sở Walt Disney Studios ở Burbank, Travers bắt đầu cộng tác với đội ngũ sáng tạo được giao việc phát triển Mary Poppins thành phim, nhà biên kịch Don DaGradi (Bradley Whitford), và các nhà soạn nhạc Richard và Robert Sherman (lần lượt do Jason Schwartzman và B.J. Novak thủ vai). Bà cho rằng sự tự tin và thái độ tuỳ tiện của họ là rất không phù hợp, và cả với ông Disney hài hước bà cũng có cảm nhận như vậy khi trực tiếp gặp ông.
Ngay từ đầu mối quan hệ hợp tác giữa Travers và đội ngũ sáng tạo đã gặp nhiều khó khăn, bởi bà luôn khăng khăng rằng Mary Poppins là kẻ thù của tính đa cảm và đùa cợt. Disney và các cộng sự không thể lý giải vì sao Travers lại phản đối các yếu tố tưởng tượng trong phim, trong khi bản thân cuốn truyện Mary Poppins đã tràn ngập sự kì ảo, cộng với thực tế tuổi thơ của chính Travers cũng rất giàu tính tưởng tượng. Travers đặc biệt phản đối cách nhóm làm phim tái hiện hình ảnh George Banks. Travers miêu tả tính cách của Banks trong kịch bản là hoàn toàn sai lầm và bỏ dở buổi làm việc. Nhóm sản xuất quyết định tìm hiểu xem cuộc đời Travers ảnh hưởng sâu sắc đến mức nào tới bộ truyện Mary Poppins, và có bao nhiêu nhân vật trong tác phẩm này lấy cảm hứng trực tiếp từ quá khứ của bà.
Mối quan hệ cộng tác giữa Travers và nhóm phát triển vẫn tiếp tục, mặc dù bà ngày càng ít chú tâm hơn tới công việc bởi những ký ức tuổi thơ đau đớn liên tục giày vò bà. Với mong muốn tìm hiểu xem điều gì khiến bà khó chịu, Disney mời Travers tới Disneyland, và điều đó—cộng thêm tình bạn mới nảy nở với Ralph, các thay đổi của đội ngũ sáng tạo với nhân vật George Banks, và việc thêm một bài hát mới để kết thúc bộ phim—đã góp phần làm Travers mềm lòng hơn. Trí tưởng tượng của bà được đánh thức trở lại, và bà cộng tác nhiệt tình với nhóm sáng tạo.
Nhưng mọi chuyện đã bị đảo lộn khi Travers nhận ra hãng phim đang lên kế hoạch cho một phân cảnh hoạt hình, một quyết định đã khiến bà nhất quyết từ chối ký kết hợp đồng. Bà đến gặp và lên án Disney đã lừa dối bà, tuyên bố bà sẽ không cấp phép cho phim và sẽ quay về London. Disney sau đó phát hiện ra cái tên Travers chỉ là bút danh; tên thật của bà là Helen Goff. Nắm được thông tin mới này, ông lên đường tới London, quyết tâm cứu dự án phim này. Xuất hiện bất ngờ tại nơi ở của Travers, Disney đã mở lòng mình, ông kể lại tuổi thơ vốn cũng không dễ dàng gì của chính ông, và nhấn mạnh giá trị hàn gắn trong nghệ thuật của mình—và thôi thúc bà hãy tạm gác lại nỗi thất vọng tột cùng của mình với thế giới. Travers thay đổi quyết định và cấp phép cho Disney làm phim.
Ba năm sau, vào năm 1964, phim Mary Poppins chuẩn bị ra mắt tại Rạp Grauman's Chinese. Travers không được mời bởi Disney e ngại rằng bà sẽ có phản ứng tiêu cực về bộ phim trước công chúng. Tuy nhiên, được người quản lý của mình thúc giục, Travers quay lại Los Angeles, xuất hiện bất ngờ tại văn phòng của Disney, và đòi được một vé mời tới buổi ra mắt. Ban đầu, bà xem Mary Poppins một cách coi thường, tỏ ra thất vọng với phân cảnh hoạt hình. Tuy nhiên sau đó thái độ của Travers với bộ phim dần nồng ấm trở lại, và cuối cùng bà không kiềm chế được cảm xúc, bà bị xúc động trước lời chuộc lỗi của George Banks, một chi tiết có tầm quan trọng lớn lao đối với cá nhân bà.
Trong phần chạy chữ cuối phim có một đoạn ghi âm còn giữ được ghi lại một trong những buổi làm việc thật sự giữa Travers, anh em nhà Sherman và DaGradi.

### Các chi tiết lịch sử
Bộ phim tái hiện một số chi tiết có phần khác biệt với các tư liệu còn lưu giữ được. Yếu tố then chốt của kịch bản—đó là Disney phải thuyết phục Travers nhượng quyền sản xuất phim cho ông, trong đó có cảnh phim gần cuối khi ông phải đích thân đến thuyết phục bà—là hư cấu, bởi bản thân Disney đã chắc chắn có được quyền sản xuất phim này—lúc Travers duyệt kịch bản sau khi trao đổi với các nhân viên của Disney.
Phim cũng tái hiện mối quan hệ ngày càng thân tình giữa Travers và Disney, trong đó có cả việc bà chấp thuận một số thay đổi của ông với cốt truyện. Trên thực tế, bà chưa bao giờ đồng ý việc hãng phim làm giảm bớt một số khía cạnh khắc nghiệt trong tính cách của Mary Poppins, có quan điểm không thống nhất (nửa thích nửa ghét) với phần âm nhạc, và phản đối việc sử dụng hoạt hình. Disney bác bỏ sự phản đối của bà với một số đoạn của bộ phim hoàn chỉnh, lấy lý do rằng một điều khoản trong hợp đồng đã cho phép ông có quyền quyết định với bản phim cuối cùng. Sau khi phim được hoàn thành, Travers được cho là đã tới gặp Disney và nói rằng phải loại bỏ các phân cảnh hoạt hình. Tuy nhiên Disney đã từ chối yêu cầu này và nói rằng, "Pamela, ván đã đóng thuyền rồi."
Mặc dù phim tái hiện cảnh Travers bị xúc động trong buổi ra mắt Mary Poppins, có lẽ là do những cảm xúc của bà về bố mình, một số nhà phê bình lưu ý rằng phản ứng của bà thật ra là tức giận vì cách xử lý nhân vật mà bà cho là đã đi ngược lại với ý tưởng nghệ thuật ban đầu của bộ truyện (mặc dù một số báo cáo cho biết rằng bà sau đó đã xem lại bộ phim nhiều lần). Mặc dù Travers công khai ca ngợi phim Mary Poppins sau buổi ra mắt, vị thế của bà với bộ phim chuyển sang mang nặng tính cá nhân hơn sau khi phần tiếp theo dự kiến của phim không được thực hiện trước khi Walt Disney mất vào năm 1966. Không hài lòng với cái bà coi là sự xử lý yếu kém trong tay Disney, Travers thề sẽ không bao giờ cho phép Công ty Walt Disney được chuyển thể bất kỳ tiểu thuyết nào khác của bà dưới bất kỳ loại hình truyền thông nào.
Nhà văn người Anh Brian Sibley thấy Travers vẫn còn ngại ngần từ sau những trải nghiệm của bà với Disney, khi nhà văn này được mời viết kịch bản cho phần tiếp theo của Mary Poppins vào thập niên 1980. Sibley kể lại rằng Travers đã nói với ông, "Tôi chỉ có thể đồng ý nếu nó được thực hiện theo những điều kiện của tôi. Tôi phải làm việc với những người tôi tin tưởng." Tuy vậy, khi cùng nhau xem lại bộ phim gốc (1964)—lần đầu tiên Travers xem nó kể từ sau buổi ra mắt—bà tỏ ra thích thú với một số phân đoạn mà bà cho là xuất sắc, trong khi lại có một số đoạn khác bà cho là kinh khủng. Phần tiếp theo ấy sau đó không được sản xuất, và khi ý tưởng làm một vở nhạc kịch được đề xuất vào thập niên 1990, bà chỉ đồng ý với điều kiện phải là những nhà văn người Anh viết kịch bản và không thành viên nào trong đoàn làm phim được dính dáng trực tiếp tới quá trình phát triển vở nhạc kịch.

## Diễn viên
- Emma Thompson trong vai Pamela "P. L." Travers, tác giả bộ tiểu thuyết Mary Poppins[23]
- Tom Hanks trong vai Walt Disney, nhà làm phim và là người sản xuất bộ phim này
- Annie Rose Buckley trong vai P. L. Travers hồi nhỏ (tên thật là Helen Goff, thường gọi ở nhà là Ginty)
- Colin Farrell trong vai Travers Robert Goff, người cha nghiện rượu nhưng lại rất tình cảm của Pamela [24][25]
- Ruth Wilson trong vai Margaret Goff, mẹ của Pamela [26]
- Paul Giamatti trong vai Ralph, người lái xe cho Pamela [27][28]
- Bradley Whitford trong vai Don DaGradi, đồng tác giả kịch bản của phim Mary Poppins[29]
- B. J. Novak trong vai Robert B. Sherman, nhà soạn nhạc/người viết lời bài hát, cộng tác với em trai Richard để viết các ca khúc cho phim[30]
- Jason Schwartzman trong vai Richard M. Sherman, nhà soạn nhạc/người viết lời bài hát, cộng tác với anh trai Robert để viết các ca khúc cho phim [30]
- Kathy Baker trong vai Tommie, thư ký điều hành của Walt Disney [26][29]
- Melanie Paxson trong vai Dolly, thư ký của Disney
- Rachel Griffiths trong vai Cô Ellie, chị của mẹ Pamela [11]
- Ronan Vibert trong vai Diarmuid Russell, quản lý của Pamela [31]

Dendrie Taylor, Victoria Summer, và Kristopher Kyer lần lượt xuất hiện trong vai các nhân vật phụ không có lời thoại là Lillian Disney, Julie Andrews, and Dick Van Dyke, respectively.

## Sản xuất

### Quá trình phát triển
Năm 2002, nhà sản xuất người Úc Ian Collie sản xuất một phim tài liệu về P. L. Travers có nhan đề The Shadow of "Mary Poppins" (Cái bóng của "Mary Poppins"). Trong quá trình sản xuất phim tài liệu này, Collie để ý rằng có "bóng dáng một bộ phim tiểu sử rõ ràng ở đây" và thuyết phục Essential Media and Entertainment phát triển một phim chiếu rạp với Sue Smith tham gia viết kịch bản. Dự án thu hút sự chú ý của hãng BBC Films, hãng này đã đồng ý tài trợ tài chính cho dự án, và Alison Owen của hãng Ruby Films, người sau đó đã mời Kelly Marcel cùng viết kịch bản với Smith. Các bản nháp của Marcel đã loại bỏ một tình tiết nhỏ giữa Travers với con trai bà, và chia cốt truyện thành hai mạch kể riêng biệt: mâu thuẫn về ý tưởng giữa Travers với Walt Disney, và nội tâm giằng xé của bà khi nghĩ về tuổi thơ. Tuy nhiên, phiên bản của Marcel có sử dụng một số hình ảnh và ca khúc trong phim Mary Poppins đã được bảo hộ bản quyền, và không thể đưa vào nếu không có sự cấp phép của Công ty Walt Disney. "Luôn có con voi lớn ấy đứng trong phòng, và đó là Disney," Collie nhớ lại. "Chúng tôi biết Walt Disney là nhân vật then chốt của bộ phim và chúng tôi muốn đưa vào thật nhiều âm nhạc. Chúng tôi biết cuối cùng cũng sẽ phải xuất hiện nhân vật Disney." Vào tháng 7 năm 2011, khi tới tham dự Liên hoan phim Ischia, Owen gặp Corky Hale, người đề nghị chuyển kịch bản tới cho Richard M. Sherman của Anh em nhà Sherman, các nhà soạn nhạc cho phim Mary Poppins, xem. Sherman đã đọc và ủng hộ kịch bản này của các nhà làm phim. Sau đó cùng năm, kịch bản của Marcel và Smith được đưa vào danh sách The Black List của Franklin Leonard, do các nhà sản xuất bình chọn, gồm các kịch bản hay nhất nhưng không được sản xuất thành phim.
Tháng 11 năm 2011, giám đốc mảng sản xuất của The Walt Disney Studios Sean Bailey, biết đến kịch bản của Marcel. Nhận thấy có sự xuất hiện của Walt Disney trong đó, Bailey liên lạc với ban giám đốc của công ty, trong đó có CEO của Disney là Bob Iger và chủ tịch hãng phim Alan Horn, Horn gọi bộ phim này là "mang thương hiệu ra để đặt cọc,"  một thuật ngữ vốn do Steve Jobs dùng. Các giám đốc cùng nhau bàn bạc các giải pháp mà hãng phim có thể thực hiện: mua bản quyền kịch bản và chôn vùi dự án này đi, hoặc tham gia đồng sản xuất nó.
Iger duyệt dự án phim và sau đó liên hệ với Tom Hanks để mời ông đóng vai Walt Disney, trở thành hình tượng điện ảnh đầu tiên về Disney trong một bộ phim chính thống. Hanks đồng ý, coi đó là "một cơ hội để đóng vai một người đã thay đổi cả thế giới tầm cỡ như Picasso hay Chaplin". Hanks đã có vài lần đến thăm Bảo tàng gia đình Walt Disney và nói chuyện với một số nhân viên cũ và người nhà của Walt Disney, trong đó có con gái ông, bà Diane Disney Miller. Mặc dù phim được Walt Disney Pictures sản xuất, nhân vật Walt Disney trong phim được diễn xuất một cách chân thật, uống rượu, hút thuốc, và nói tục.
Tháng 4 năm 2012, Emma Thompson bước vào thoả thuận lần cuối với hãng phim để nhận vai P. L. Travers, sau khi hãng phim không thể chắc chắn vai diễn này cho Meryl Streep. Thompson nói đây là vai diễn khó khăn nhất bà từng thực hiện, miêu tả Travers là "một người phụ nữ phức tạp và đầy mâu thuẫn đến phát khóc." "Bà ấy có thể viết một bài luận xuất sắc về nỗi buồn, bởi thực sự bà ấy là một người phụ nữ rất buồn. Bà ấy có một tuổi thơ rất khó khăn, một bên là người cha nghiện rượu, bên kia là người mẹ có lần định tự vẫn. Tôi nghĩ cả cuộc đời bà ấy sống trong một nỗi buồn sâu tận gốc rễ khong thể nguôi ngoai và do đó đã viết được rất nhiều thứ."
— John Lee Hancock chia sẻ suy nghĩ ban đầu của ông về sự hiện diện của Disney trong phim
Với sự hỗ trợ của Walt Disney Pictures, nhóm sản xuất được tiếp cận với đoạn ghi âm dài 36 giờ của Travers giữa bà với anh em nhà Shermans và nhà đồng biên kịch Don DaGradi được thu lại trong quá trình phát triển phim Mary Poppins, cùng các thư từ trao đổi giữa Disney và Travers từ thập niên 1940 đến 1960. Richard Sherman cũng tham gia bộ phim với vai trò cố vấn kỹ thuật, ông đã chia sẻ suy nghĩ của mình về những trải nghiệm khi cộng tác với Travers cho đoàn làm phim. Ban đầu, đạo diễn John Lee Hancock có dè dặt với hình tượng Disney được tái hiện trong phim, cho rằng hãng phim sẽ thay đổi kịch bản theo hướng tích cực cho vị sáng lập công ty của họ. Tuy nhiên, Marcel xác nhận rằng hãng phim "đặc biệt không muốn xen vào và lược bỏ nó hay thay đổi nhân vật Walt theo bất kỳ cách nào." Mặc dù các nhà làm phim không bị Disney can thiệp về mặt sáng tạo trong việc tái hiện hình ảnh Walt Disney, hãng phim vẫn yêu cầu họ loại bỏ các cảnh ông hút thuốc lá bởi chính sách của công ty không trực tiếp tái hiện việc hút thuốc trong các phim phát hành dưới nhãn hiệu Disney, và để tránh bị gán mác R từ Hiệp hội Điện ảnh Hoa Kỳ. Thay vào đó, trong phim có một cảnh Disney đang tắt điếu thuốc cháy dở, và đôi lần có tiếng ho của một người hút thuốc nhưng không xuất hiện trực tiếp trên màn ảnh.

### Quay phim
Quá trình quay phim tiền kỳ bắt đầu vào ngày 19 tháng 9 năm 2012. Mặc dù một số phân đoạn ban đầu dự định quay ở Queensland, Australia, nhưng sau đó toàn bộ phim được quay ở vùng Nam California, bao gồm chính khu đất của Walt Disney Studios ở Burbank, công viên Disneyland ở Anaheim, Big Sky Ranch ở Simi Valley, Vườn nghiên cứu và bách thảo hạt Los Angeles ở Arcadia, và Rạp TCL Chinese ở Hollywood. Với khu vực Disneyland, các cảnh quay được thực hiện vào sáng sớm. Một số khu vực của công viên bị đóng cửa để phục vụ quá trình quay phim, trong đó có Lâu đài Người đẹp ngủ trong rừng, Phố Chính Hoa Kỳ, Fantasyland và các điểm tham quan thuộc khu King Arthur Carrousel, còn các nhân viên của công viên được thuê làm diễn viên quần chúng. Nhà thiết kế sản xuất Michael Corenblith phải đảm bảo rằng các điểm tham quan được xây dựng sau năm 1961 không lọt vào ống kính máy quay, và mặt trước của các cửa hàng trên Phố Chính được trang trí lại cho giống với thời kỳ đó. Corenblith cũng phải tái dựng lại văn phòng của Disney, sử dụng các ảnh tư liệu và khu trưng bày nội thất ở Thư viện Tổng thống Ronald Reagan để tham khảo. Để tái hiện lại buổi ra mắt phim tại Rạp Chinese, các nhà thiết kế bối cảnh cho đóng cửa Đại lộ Hollywood và trang trí lại con phố và rạp chiếu phim cho giống với năm 1964.
Emma Thompson chuẩn bị cho vai diễn bằng cách nghiên cứu các băng thu âm của Travers thực hiện trong thời kỳ phát triển phim Mary Poppins, và làm tóc giống với Travers, bởi nữ diễn viên không muốn dùng tóc giả. Để tái hiện chính xác giọng địa phương miền Trung Tây Hoa Kỳ của Walt Disney, Tom Hanks nghe lại các đoạn băng tư liệu của Disney trên xe ô tô và luyện giọng lúc đọc báo. Hanks cũng để ria cho đúng với vai diễn, và chi tiết này được chăm chút tỉ mỉ: các nhà làm phim xem xét cẩn thận kích thước ria của Hanks cho giống với Disney. Jason Schwartzman và B. J. Novak hợp tác chặt chẽ với Richard M. Sherman trong quá trình tiền sản xuất và quay phim. Nhà viết lời bài hát miêu tả các diễn viên được chọn là "những tài năng hoàn hảo" cho vai diễn Richard và Robert B. Sherman. Nhà thiết kế phục trang Daniel Orlandi cho Thompson đeo trang sức thật mượn từ Bảo tàng gia đình Walt Disney, và đảm bảo rằng trang phục của Hanks có chiếc huy hiệu Smoke Tree Ranch lấy từ Palm Springs được thêu lên cà vạt, thứ mà Disney luôn đeo trên người. Bộ phận thiết kế cũng phải phục dựng một số nhân vật người đóng ở Disneyland cho giống với hồi thập niên 1960. Quá trình quay phim hoàn tất vào ngày 22 tháng 11 năm 2012. Walt Disney Animation Studios phục dựng lại một phân cảnh hoạt hình Tinker Bell xuất hiện trên chiếc TV trong phòng ở của Travers, hồi đó được phát sóng trên chương trình truyền hình hàng tuần do chính Walt Disney dẫn có tên Walt Disney Presents.

## Nhạc phim
| Đánh giá chuyên môn | Đánh giá chuyên môn |
| Nguồn đánh giá      | Nguồn đánh giá      |
| Nguồn               | Đánh giá            |
| ------------------- | ------------------- |

Walt Disney Records phát hành hai phiên bản nhạc phim vào ngày 10 tháng 12 năm 2013: một phiên bản một đĩa và một phiên bản deluxe gồm hai đĩa digipak (có thêm các bản thu thử của anh em nhà Sherman và một số ca khúc chọn lọc từ phim Mary Poppins). Nhạc phim do Thomas Newman biên soạn.
| Saving Mr. Banks (Original Motion Picture Soundtrack) | Saving Mr. Banks (Original Motion Picture Soundtrack) | Saving Mr. Banks (Original Motion Picture Soundtrack) | Saving Mr. Banks (Original Motion Picture Soundtrack)                               | Saving Mr. Banks (Original Motion Picture Soundtrack) |
| STT                                                   | Nhan đề                                               | Sáng tác                                              | Biểu diễn                                                                           | Thời lượng                                            |
| ----------------------------------------------------- | ----------------------------------------------------- | ----------------------------------------------------- | ----------------------------------------------------------------------------------- | ----------------------------------------------------- |
| 1.                                                    | "Chim Chim Cher-ee (East Wind)"                       | Richard M. Sherman, Robert B. Sherman                 | Colin Farrell                                                                       | 1:04                                                  |
| 2.                                                    | "Travers Goff"                                        |                                                       | Thomas Newman                                                                       | 2:06                                                  |
| 3.                                                    | "Walking Bus"                                         |                                                       | Thomas Newman                                                                       | 2:10                                                  |
| 4.                                                    | "One Mint Julep"                                      | Rudy Toombs                                           | Ray Charles                                                                         | 1:31                                                  |
| 5.                                                    | "Uncle Albert"                                        |                                                       | Thomas Newman                                                                       | 1:34                                                  |
| 6.                                                    | "Jollification"                                       |                                                       | Thomas Newman                                                                       | 1:18                                                  |
| 7.                                                    | "The Mouse"                                           |                                                       | Thomas Newman                                                                       | 0:57                                                  |
| 8.                                                    | "Leisurely Stroll"                                    |                                                       | Thomas Newman                                                                       | 1:34                                                  |
| 9.                                                    | "Chim Chim Cher-ee (Responstible)"                    | Richard M. Sherman, Robert B. Sherman                 | Jason Schwartzman, B. J. Novak, and Emma Thompson                                   | 0:26                                                  |
| 10.                                                   | "Mr. Disney"                                          |                                                       | Thomas Newman                                                                       | 0:35                                                  |
| 11.                                                   | "Celtic Soul"                                         |                                                       | Thomas Newman                                                                       | 1:20                                                  |
| 12.                                                   | "A Foul Fowl"                                         |                                                       | Thomas Newman                                                                       | 2:04                                                  |
| 13.                                                   | "Mrs. P. L. Travers"                                  |                                                       | Thomas Newman                                                                       | 1:16                                                  |
| 14.                                                   | "Laying Eggs"                                         |                                                       | Thomas Newman                                                                       | 1:08                                                  |
| 15.                                                   | "Worn to Tissue"                                      |                                                       | Thomas Newman                                                                       | 0:54                                                  |
| 16.                                                   | "Heigh-Ho"                                            | Frank Churchill, Larry Morey                          | The Dave Brubeck Quartet                                                            | 2:11                                                  |
| 17.                                                   | "Whiskey"                                             |                                                       | Thomas Newman                                                                       | 1:21                                                  |
| 18.                                                   | "Impertinent Man"                                     |                                                       | Thomas Newman                                                                       | 0:38                                                  |
| 19.                                                   | "To My Mother"                                        |                                                       | Thomas Newman                                                                       | 3:44                                                  |
| 20.                                                   | "Westerly Weather"                                    |                                                       | Thomas Newman                                                                       | 1:58                                                  |
| 21.                                                   | "Supercalifragilisticexpialidocious"                  | Richard M. Sherman, Robert B. Sherman                 | Jason Schwartzman, B. J. Novak, and Emma Thompson                                   | 0:05                                                  |
| 22.                                                   | "Spit Spot!"                                          |                                                       | Thomas Newman                                                                       | 1:49                                                  |
| 23.                                                   | "Beverly Hills Hotel"                                 |                                                       | Thomas Newman                                                                       | 0:38                                                  |
| 24.                                                   | "Penguins"                                            |                                                       | Thomas Newman                                                                       | 1:18                                                  |
| 25.                                                   | "Pears"                                               |                                                       | Thomas Newman                                                                       | 0:55                                                  |
| 26.                                                   | "Let's Go Fly a Kite"                                 | Richard M. Sherman, Robert B. Sherman                 | Jason Schwartzman, B. J. Novak, Bradley Whitford, Melanie Paxson, and Emma Thompson | 1:55                                                  |
| 27.                                                   | "Maypole"                                             |                                                       | Thomas Newman                                                                       | 0:59                                                  |
| 28.                                                   | "Forgiveness"                                         |                                                       | Thomas Newman                                                                       | 2:00                                                  |
| 29.                                                   | "The Magic Kingdom"                                   |                                                       | Thomas Newman                                                                       | 1:05                                                  |
| 30.                                                   | "Ginty My Love"                                       |                                                       | Thomas Newman                                                                       | 3:12                                                  |
| 31.                                                   | "Saving Mr. Banks (End Title)"                        |                                                       | Thomas Newman                                                                       | 2:12                                                  |
| Tổng thời lượng:                                      | Tổng thời lượng:                                      | Tổng thời lượng:                                      | Tổng thời lượng:                                                                    | 45:57                                                 |

Tất cả các ca khúc được viết bởi Richard M. Sherman và Robert B. Sherman.
| Saving Mr. Banks (Original Motion Picture Soundtrack – bản Deluxe hai đĩa) (đĩa 2) | Saving Mr. Banks (Original Motion Picture Soundtrack – bản Deluxe hai đĩa) (đĩa 2) | Saving Mr. Banks (Original Motion Picture Soundtrack – bản Deluxe hai đĩa) (đĩa 2) | Saving Mr. Banks (Original Motion Picture Soundtrack – bản Deluxe hai đĩa) (đĩa 2) |
| STT                                                                                | Nhan đề                                                                            | Nghệ sĩ                                                                            | Thời lượng                                                                         |
| ---------------------------------------------------------------------------------- | ---------------------------------------------------------------------------------- | ---------------------------------------------------------------------------------- | ---------------------------------------------------------------------------------- |
| 1.                                                                                 | "The Pearly Song" (Bản thu thử)                                                    | Richard M. Sherman, Robert B. Sherman                                              | 1:30                                                                               |
| 2.                                                                                 | "Chim Chim Cher-ee" (Bản thu thử)                                                  | Richard M. Sherman, Robert B. Sherman                                              | 2:39                                                                               |
| 3.                                                                                 | "Tuppence a Bag" (Bản thu thử)                                                     | Richard M. Sherman                                                                 | 2:55                                                                               |
| 4.                                                                                 | "Let's Go Fly a Kite" (Bản thu thử)                                                | Richard M. Sherman                                                                 | 1:44                                                                               |
| 5.                                                                                 | "A Spoonful of Sugar"                                                              | Julie Andrews                                                                      | 4:07                                                                               |
| 6.                                                                                 | "Supercalifragilisticexpialidocious"                                               | Julie Andrews and Dick Van Dyke                                                    | 2:02                                                                               |
| 7.                                                                                 | "Chim Chim Cher-ee"                                                                | Julie Andrews, Dick Van Dyke, Karen Dotrice, and Matthew Garber                    | 2:46                                                                               |
| 8.                                                                                 | "Feed the Birds"                                                                   | Julie Andrews                                                                      | 3:50                                                                               |
| 9.                                                                                 | "Let's Go Fly a Kite"                                                              | David Tomlinson, Dick Van Dyke, and the Londoners                                  | 1:48                                                                               |
| Tổng thời lượng:                                                                   | Tổng thời lượng:                                                                   | Tổng thời lượng:                                                                   | 23:21                                                                              |

## Phát hành
Trailer phim phát hành vào ngày 10 tháng 7 năm 2013.
Saving Mr. Banks ra mắt lần đầu tiên tại Liên hoan phim London vào ngày 20 tháng 10 năm 2013. Vào ngày 7 tháng 11 năm 2013, Walt Disney Pictures tổ chức buổi ra mắt phim tại Hoa Kỳ ở rạp TCL Chinese trong đêm khai mạc Liên hoan phim AFI 2013, cùng nơi ra mắt bộ phim Mary Poppins. Mary Poppins cũng được chiếu lại ở đây nhân dịp 50 năm ra mắt. Saving Mr. Banks được chọn chiếu tại Liên hoan phim Napa Valley 2013 vào ngày 13 tháng 11, và tại Liên hoan phim AARP ở Los Angeles vào ngày 17 tháng 11, trong một chiến dịch của Disney nhằm quảng bá Saving Mr. Banks để thu hút sự chú ý của Giải Oscar. Ngày 9 tháng 12 năm 2013, phim có buổi ra mắt độc quyền của hãng phim tại Rạp Chính, nằm trong khu đất của Walt Disney Studios ở Burbank. Phim được phát hành hạn chế tại Hoa Kỳ vào ngày 13 tháng 12 năm 2013, và phát hành rộng rãi vào ngày 20 tháng 12. Mặc dù không được đề cử, phim được đông đảo công chúng dự đoán là ứng cử viên sáng giá ở hạng mục Phim hay nhất tại lễ trao giải Oscar lần thứ 86.

### Phát hành tại gia đình
Walt Disney Studios Home Entertainment phát hành Saving Mr. Banks trên đĩa Blu-ray, DVD, và tải về dạng kỹ thuật số vào ngày 18 tháng 3 năm 2014. Phim đứng thứ hai về doanh thu đĩa Blu-ray và DVD tại thị trường Hoa Kỳ vào ngày đầu ra mắt, theo số liệu của bảng xếp hạng doanh thu Nielsen.

## Phản hồi

### Doanh thu phòng vé
Saving Mr. Banks thu về 83.301.580 USD ở thị trường Bắc Mỹ, và khoảng 29.243.000 USD tính đến ngày 21 tháng 4 năm 2014. Tổng doanh thu toàn cầu của phim đạt 112.544.580 USD.

### Phản hồi chuyên môn
Saving Mr. Banks nhận được đánh giá tích cực từ các nhà phê bình điện ảnh, trong đó phần lớn lời khen dành cho phần diễn xuất trong phim, đặc biệt là của Emma Thompson, Tom Hanks, và Colin Farrell. Trang tổng hợp kết quả đánh giá Rotten Tomatoes cho biết có 79% các nhà phê bình cho bộ phim phản hồi tích cực, dựa trên 225 bài đánh giá với điểm số trung bình là 7/10. Lời nhận xét chung của trang này viết: "Vô cùng hấp dẫn và khó mà tìm ra lỗi, Saving Mr. Banks là một lời tưởng nhớ tới di sản của Disney với diễn xuất xuất sắc và một vẻ đẹp ngọt ngào, cao quý." Metacritic cho bộ phim điểm đánh giá trung bình là 65 (trên 100) dựa trên 46 bài bình luận từ các nhà phê bình chính thống, với nhận xét "nhìn chung là tích cực".
The Hollywood Reporter ca ngợi đây là một "phim hài-chính kịch nhẹ nhàng và cảm động, trong đó diễn xuất xuất sắc của các diễn viên càng làm nâng cao giá trị của nó lên nhiều hơn." Tạp chí này nhận xét rằng "Emma Thompson đảm nhận vai diễn trung tâm P. L. Travers với sự chân thực đến mức bạn có thể tự hỏi tại sao trước đây người ta lại có thể nghĩ đến việc chọn ai khác cho vai này." Scott Foundas của tạp chí Variety viết rằng phim "có tất cả những yếu tố làm nên sự thành công của một câu chuyện kể sau hậu trường không thể bỏ lỡ, và nó đã được đưa lên màn ảnh với sự cuốn hút xưa cũ của Disney...", và phần diễn xuất của Tom Hanks đã nắm bắt được "sự cuốn hút bình dị và tài thuyết phục rất thông minh của Walt Disney — trong Disney vừa có hình ảnh một người cha, một người lắng nghe thấu hiểu và một nhà kinh doanh khôn ngoan." Nói chung, ông ca ngợi bộ phim là "một tác phẩm giàu chất liệu về những con người lao động sáng tạo và tinh thần luôn tự làm mới mình của họ."
The Washington Post cho bộ phim ba trên bốn sau và viết rằng: "Saving Mr. Banks không phải lúc nào cũng có được sự giao thoa nhịp nhàng giữa hai thời điểm trong thực tại và quá khứ. Nhưng bộ phim này — do John Lee Hancock đạo diễn dựa theo kịch bản của Kelly Marcel và Sue Smith — đã bù đắp cho cấu trúc đôi lúc có phần khó nắm bắt ấy bằng một cốt truyện cuốn hút với đoạn kết sâu sắc và xúc động, cùng với đó mang tới cho họ cái nhìn về quá trình phát triển cũng như hình hài của một bộ phim nhạc kịch rất được yêu thích năm 1964." Biên tập viên A. O. Scott của báo The New York Times cho bộ phim đánh giá tích cực, cho rằng đây là "một cái nhìn tươm tất, hoàn thiện hơn nhưng cũng không kém phần chân thực về cỗ máy giải trí Disney khi ở văn phòng."
Mark Kermode cho bộ phim bốn trên năm sao, khen ngợi màn diễn xuất của Thompson là "hoàn hảo", giải thích rằng "Thompson đã thể hiện tốt những cảm xúc trái ngược trong tâm trạng của Travers, cho chúng ta thấy bức chân dung hoàn chỉnh của một con người tuy khó ưa nhưng cũng không làm sao mà không yêu quý cho được." Michael Phillips cũng có cảm xúc tương tự, viết rằng: "Cả bộ phim này là của Thompson. Mỗi câu nói làm người khác bẽ mặt, mỗi lời nhận xét coi thường, đều kết thúc với một tiếng vang nhẹ nhàng." Nói về kịch bản, ông viết "nhà biên kịch Kelly Marcel và Sue Smith dẫn dắt khán giả một cách nhẹ nhàng nhưng với sự trân trọng tuyệt đối." Peter Travers cũng cho bộ phim ba trên bốn sao và có bài bình luận ca ngợi dàn diễn viên tương tự.
Alonso Duralde miêu tả bộ phim là "một câu chuyện mới lạ, cảm động và đôi chỗ rất sâu sắc... đạo diễn John Lee Hancock đã đắm mình vào từng chi tiết nhỏ nhất của Disney-ana hồi đầu thập niên 60". Entertainment Weekly cho bộ phim điểm "B+", giải thích rằng "bước đột phá ở đây là việc Thompson và Hanks đã tái hiện rất hoàn hảo cách các nhân vật làm nồng ấm trở lại mối quan hệ vốn lạnh nhạt giữa họ, và cách họ cảm thông với tuổi thơ đầy đau khổ của nhau trong phân cảnh tuyệt đẹp gần cuối bộ phim." Kenneth Turan viết cho báo The Los Angeles Times cho rằng bộ phim "không tuân thủ chặt chẽ các tư liệu lịch sử còn lại khi tái hiện cách giải quyết các mâu thuẫn ở cuối phim," nhưng công nhận rằng "người xem dễ dàng chấp nhận chi tiết hư cấu này để đổi lấy màn trình diễn hấp dẫn của Thompson."
David Gritten của báo The Daily Telegraph miêu tả mối quan hệ tương tác gay gắt giữa Thompson và Hanks là "tuyệt vời", đặc biệt nhắc đến "phần trình diễn xuất sắc" của Thompson, và gọi chính bộ phim là một "tác phẩm giải trí tinh tế và dí dỏm". Kate Muir của báo The Times ca ngợi diễn xuất của Thompson và Hanks. Trong khi đó, Joe Morgenstern của tờ The Wall Street Journal lại cho rằng Colin Farrell mới là người có màn trình diễn xuất sắc trong phim. Ashley Clark viết cho trang IndieWire nhận xét rằng bộ phim "là một tác phẩm giải trí chính thống dí dỏm, được sản xuất một cách tỉ mỉ với diễn xuất tốt. Có lẽ nó không tránh khỏi trung thành với khuôn mẫu truyền thống của Disney rằng mọi khó khăn—dù là vấn đề tâm lý sâu xa đến thế nào đi nữa—đều có thể vượt qua được." Một cây bút khác thì cho rằng phần thể hiện của Thompson trong Saving Mr. Banks là màn trình diễn xuất sắc nhất của bà kể từ phim Sense and Sensibility, và nhận xét rằng "bà đã biến một nhân vật lai chất Úc-Anh trở thành một con người cục cằn mà cũng rất thú vị." Peter Bradshaw thích thú với vai diễn của Hanks trong vai Disney, cho rằng tuy không dài nhưng nếu thiếu vai diễn ấy, bộ phim chắc sẽ rất "đơn điệu".
Phim cũng vấp phải một số lời chỉ trích. Báo The Independent cho bộ phim đánh giá trung bình, nhận xét rằng: "Một mặt, Saving Mr. Banks (do BBC Films phát triển và có một nhà sản xuất người Anh) là một tác phẩm đi sâu vào bên trong các nhân vật một cách tiêu cực. Mặt khác, đó là một tác phẩm vui vẻ và dí dỏm mà Disney dùng để quảng bá lại một trong những nhân vật điện ảnh nổi tiếng nhất của họ." David Sexton của trang Evening Standard kết luận rằng bộ phim "chẳng có gì ngoài một tập đoàn lớn đang khoe khoang sự tuyệt diệu của mình." Lou Lumenick của báo The New York Post chỉ trích tính chính xác của các sự kiện nhắc tới trong phim, kết luận rằng "Saving Mr. Banks nhắm tới lợi nhuận nhiều hơn là kể câu chuyện về một phép màu." Giảng viên ngành lịch sử người Mỹ John Wills ca ngợi sự chú trọng của phim tới các chi tiết, ví dụ như việc đưa các băng thu âm gốc của Travers vào, nhưng nghi ngờ liệu mối quan hệ cá nhân thực sự giữa Travers và Disney liệu có thân mật giống như trong phim hay không. Film School Rejects cũng nhận xét rằng một số đoạn trong phim "đã loại bỏ một cách khéo léo những lời chỉ trích [hướng về chính công ty] ", để cuối cùng phủ nhận chúng và Disney hoá Travers như một nhân vật của họ.
Saving Mr. Banks được Access Hollywood liệt kê là phim hay thứ sáu của năm 2013.

### Giải thưởng
| Các giải thưởng                                                       | Các giải thưởng      | Các giải thưởng                                                                   | Các giải thưởng                                                           | Các giải thưởng |
| Giải thưởng                                                           | Ngày trao giải       | Hạng mục                                                                          | Người chiến thắng/ người được đề cử                                       | Kết quả         |
| --------------------------------------------------------------------- | -------------------- | --------------------------------------------------------------------------------- | ------------------------------------------------------------------------- | --------------- |
| Giải thưởng điện ảnh thường niên của AARP cho người trưởng thành      | 6 tháng 1 năm 2014   | Phim hay nhất cho người trưởng thành nhưng không chịu làm người lớn               | Saving Mr. Banks                                                          | Đoạt giải       |
| Giải Oscar                                                            | 2 tháng 3 năm 2014   | Nhạc phim hay nhất                                                                | Thomas Newman                                                             | Đề cử           |
| Hiệp hội các nhà phê bình phim người Mỹ gốc Phi                       | 13 tháng 12 năm 2013 | Phim hay nhất của năm                                                             |                                                                           | Thứ 8           |
| Liên minh các nữ nhà báo hoạt động về điện ảnh                        | 19 tháng 12 năm 2013 | Nữ diễn viên chính xuất sắc nhất                                                  | Emma Thompson                                                             | Đề cử           |
| Các nhà biên tập điện ảnh Hoa Kỳ                                      | 7 tháng 2 năm 2014   | Biên tập phim chiếu rạp xuất sắc nhất - Chính kịch                                | Mark Livolsi                                                              | Đề cử           |
| Viện phim Mỹ                                                          | 10 tháng 1 năm 2014  | Mười phim hay nhất của năm                                                        | Alison Owen, Ian Collie, và Philip Steuer                                 | Đoạt giải       |
| Hiệp hội các nhà đạo diễn nghệ thuật                                  | 8 tháng 2 năm 2014   | Thiết kế sản xuất xuất sắc - Phim giai đoạn                                       | Michael Corenblith                                                        | Đề cử           |
| Giải Viện hàn lâm nghệ thuật điện ảnh và truyền hình Australia        | 10 tháng 1 năm 2014  | Kịch bản hay nhất - Phim quốc tế                                                  | Kelly Marcel and Sue Smith                                                | Đề cử           |
| Viện Hàn lâm Nghệ thuật Điện ảnh và Truyền hình Anh quốc              | 16 tháng 2 năm 2014  | Phim Anh xuất sắc nhất                                                            | Alison Owen, Ian Collie, và Philip Steuer                                 | Đề cử           |
| Viện Hàn lâm Nghệ thuật Điện ảnh và Truyền hình Anh quốc              | 16 tháng 2 năm 2014  | Nữ diễn viên chính xuất sắc nhất                                                  | Emma Thompson                                                             | Đề cử           |
| Viện Hàn lâm Nghệ thuật Điện ảnh và Truyền hình Anh quốc              | 16 tháng 2 năm 2014  | Tác giả kịch bản, đạo diễn hay nhà sản xuất lần đầu xuất sắc nhất                 | Kelly Marcel                                                              | Đề cử           |
| Viện Hàn lâm Nghệ thuật Điện ảnh và Truyền hình Anh quốc              | 16 tháng 2 năm 2014  | Nhạc phim hay nhất                                                                | Thomas Newman                                                             | Đề cử           |
| Viện Hàn lâm Nghệ thuật Điện ảnh và Truyền hình Anh quốc              | 16 tháng 2 năm 2014  | Thiết kế phục trang đẹp nhất                                                      | Daniel Orlandi                                                            | Đề cử           |
| Hiệp hội các nhà phê bình phim phát sóng                              | 16 tháng 1 năm 2014  | Phim hay nhất                                                                     |                                                                           | Đề cử           |
| Hiệp hội các nhà phê bình phim phát sóng                              | 16 tháng 1 năm 2014  | Nữ diễn viên chính xuất sắc nhất                                                  | Emma Thompson                                                             | Đề cử           |
| Hiệp hội các nhà phê bình phim phát sóng                              | 16 tháng 1 năm 2014  | Nhạc phim hay nhất                                                                | Thomas Newman                                                             | Đề cử           |
| Hiệp hội các nhà phê bình phim phát sóng                              | 16 tháng 1 năm 2014  | Thiết kế phục trang đẹp nhất                                                      | Daniel Orlandi                                                            | Đề cử           |
| Hiệp hội các nhà thiết kế phục trang                                  | 22 tháng 2 năm 2014  | Thành tựu xuất sắc trong phim giai đoạn                                           | Daniel Orlandi                                                            | Đề cử           |
| Cộng đồng các nhà phê bình phim Denver                                | 13 tháng 1 năm 2014  | Nữ diễn viên chính xuất sắc nhất                                                  | Emma Thompson                                                             | Đề cử           |
| Giải Empire                                                           | 30 tháng 3 năm 2014  | Nữ diễn viên chính xuất sắc nhất                                                  | Emma Thompson                                                             | Đoạt giải       |
| Giải Quả cầu vàng                                                     | 12 tháng 1 năm 2014  | Nữ diễn viên phim chính kịch xuất sắc nhất                                        | Emma Thompson                                                             | Đề cử           |
| Cộng đồng các nhà phê bình phim Houston                               | 15 tháng 12 năm 2013 | Phim hay nhất                                                                     |                                                                           | Đề cử           |
| Cộng đồng các nhà phê bình phim Houston                               | 15 tháng 12 năm 2013 | Nữ diễn viên chính xuất sắc nhất                                                  | Emma Thompson                                                             | Đề cử           |
| Cộng đồng các nhà phê bình phim Houston                               | 15 tháng 12 năm 2013 | Nhạc phim hay nhất                                                                | Thomas Newman                                                             | Đề cử           |
| Cộng đồng các nhà phê bình phim Las Vegas                             | 18 tháng 12 năm 2013 | Mười phim hay nhất                                                                |                                                                           | Thứ 7           |
| Cộng đồng các nhà phê bình phim Las Vegas                             | 18 tháng 12 năm 2013 | Nữ diễn viên chính xuất sắc nhất                                                  | Emma Thompson                                                             | Đoạt giải       |
| Cộng đồng các nhà phê bình phim Las Vegas                             | 18 tháng 12 năm 2013 | Phim gia đình hay nhất                                                            |                                                                           | Đoạt giải       |
| Hiệp hội các nhà quản lý hiện trường Mỹ                               | 29 tháng 3 năm 2014  | Thành tựu xuất sắc của một nhà quản lý hiện trường chuyên nghiệp - Phim chiếu rạp | Andrew Ullman và Lori Balton                                              | Đề cử           |
| Cộng đồng các nhà phê bình phim London                                | 2 tháng 2 năm 2014   | Nam diễn viên phụ của năm                                                         | Tom Hanks                                                                 | Đề cử           |
| Cộng đồng các nhà phê bình phim London                                | 2 tháng 2 năm 2014   | Nữ diễn viên Anh của năm                                                          | Emma Thompson (và cả cho phim Beautiful Creatures)                        | Đề cử           |
| Ủy ban Quốc gia về Phê bình Điện ảnh                                  | 4 tháng 12 năm 2013  | Nữ diễn viên chính xuất sắc nhất                                                  | Emma Thompson                                                             | Đoạt giải       |
| Ủy ban Quốc gia về Phê bình Điện ảnh                                  | 4 tháng 12 năm 2013  | Mười phim hay nhất                                                                | Saving Mr. Banks                                                          | Đoạt giải       |
| Liên hoan phim quốc tế Palm Springs                                   | 5 tháng 1 năm 2014   | Giải sáng tạo ấn tượng trong đạo diễn                                             | John Lee Hancock                                                          | Đoạt giải       |
| Cộng đồng các nhà phê bình phim Phoenix                               | 17 tháng 12 năm 2013 | Phim hay nhất                                                                     |                                                                           | Đề cử           |
| Cộng đồng các nhà phê bình phim Phoenix                               | 17 tháng 12 năm 2013 | Đạo diễn xuất sắc nhất                                                            | John Lee Hancock                                                          | Đề cử           |
| Cộng đồng các nhà phê bình phim Phoenix                               | 17 tháng 12 năm 2013 | Nữ diễn viên chính xuất sắc nhất                                                  | Emma Thompson                                                             | Đề cử           |
| Cộng đồng các nhà phê bình phim Phoenix                               | 17 tháng 12 năm 2013 | Nam diễn viên chính xuất sắc nhất                                                 | Tom Hanks                                                                 | Đề cử           |
| Cộng đồng các nhà phê bình phim Phoenix                               | 17 tháng 12 năm 2013 | Dàn diễn viên xuất sắc nhất                                                       |                                                                           | Đề cử           |
| Cộng đồng các nhà phê bình phim Phoenix                               | 17 tháng 12 năm 2013 | Nhạc phim hay nhất                                                                | Thomas Newman                                                             | Đề cử           |
| Cộng đồng các nhà phê bình phim Phoenix                               | 17 tháng 12 năm 2013 | Thiết kế sản xuất xuất sắc nhất                                                   | Lauren E. Polizzi, Michael Corenblith                                     | Đề cử           |
| Cộng đồng các nhà phê bình phim Phoenix                               | 17 tháng 12 năm 2013 | Thiết kế phục trang đẹp nhất                                                      | Daniel Orlandi                                                            | Đề cử           |
| Cộng đồng các nhà phê bình phim Phoenix                               | 17 tháng 12 năm 2013 | Nữ diễn viên trẻ xuất sắc nhất (vai chính hoặc phụ)                               | Annie Rose Buckley                                                        | Đề cử           |
| Giải thưởng của Hiệp hội các nhà sản xuất Hoa Kỳ                      | 19 tháng 1 năm 2014  | Phim chiếu rạp hay nhất                                                           | Ian Collie, Alison Owen, Philip Steuer                                    | Đề cử           |
| Cộng đồng các nhà phê bình phim San Diego                             | 11 tháng 12 năm 2013 | Nữ diễn viên chính xuất sắc nhất                                                  | Emma Thompson                                                             | Đề cử           |
| Cộng đồng các nhà phê bình phim San Diego                             | 11 tháng 12 năm 2013 | Thiết kế sản xuất xuất sắc nhất                                                   | Michael Corenblith                                                        | Đề cử           |
| Giải Satellite                                                        | 23 tháng 2 năm 2014  | Phim hay nhất                                                                     |                                                                           | Đề cử           |
| Giải Satellite                                                        | 23 tháng 2 năm 2014  | Nữ diễn viên chính xuất sắc nhất - Phim                                           | Emma Thompson                                                             | Đề cử           |
| Giải Satellite                                                        | 23 tháng 2 năm 2014  | Nam diễn viên phụ xuất sắc nhất - Phim                                            | Tom Hanks                                                                 | Đề cử           |
| Giải Satellite                                                        | 23 tháng 2 năm 2014  | Kịch bản gốc hay nhất                                                             | Kelly Marcel và Sue Smith                                                 | Đề cử           |
| Giải Satellite                                                        | 23 tháng 2 năm 2014  | Chỉ đạo nghệ thuật và thiết kế sản xuất xuất sắc nhất                             | Lauren E. Polizzi và Michael Corenblith                                   | Đề cử           |
| Giải Satellite                                                        | 23 tháng 2 năm 2014  | Thiết kế phục trang đẹp nhất                                                      | Daniel Orlandi                                                            | Đề cử           |
| Giải Saturn                                                           | 18 tháng 6 năm 2014  | Nữ diễn viên chính xuất sắc nhất                                                  | Emma Thompson                                                             | Chưa công bố    |
| Cộng đồng các nhà quay phim                                           | 8 tháng 3 năm 2014   | Giải nhà quay phim của năm                                                        | Ian Fox                                                                   | Đề cử           |
| Giải thưởng của Hội Diễn viên Điện ảnh                                | 18 tháng 1 năm 2014  | Nữ diễn viên chính xuất sắc nhất                                                  | Emma Thompson                                                             | Đề cử           |
| Hiệp hội các nhà phê bình phim St. Louis Gateway                      | 16 tháng 12 năm 2013 | Nữ diễn viên chính xuất sắc nhất                                                  | Emma Thompson                                                             | Đề cử           |
| Hiệp hội các nhà phê bình phim St. Louis Gateway                      | 16 tháng 12 năm 2013 | Kịch bản gốc hay nhất                                                             | Kelly Marcel và Sue Smith                                                 | Đề cử           |
| Hiệp hội các nhà phê bình phim St. Louis Gateway                      | 16 tháng 12 năm 2013 | Nhạc phim hay nhất                                                                | Thomas Newman                                                             | Đề cử           |
| Giải thưởng điện ảnh của các nhà phê bình phim khu vực Vương quốc Anh | 29 tháng 1 năm 2014  | Bộ đôi màn ảnh xuất sắc nhất                                                      | Emma Thompson và Tom Hanks                                                | Đoạt giải       |
| Hiệp hội các nhà phê bình phim khu vực Washington D.C.                | 9 tháng 12 năm 2013  | Nữ diễn viên chính xuất sắc nhất                                                  | Emma Thompson                                                             | Đề cử           |
| Hiệp hội các nhà phê bình phim khu vực Washington D.C.                | 9 tháng 12 năm 2013  | Nhạc phim hay nhất                                                                | Thomas Newman                                                             | Đề cử           |
| Giải Phụ nữ trong Điện ảnh và Truyền hình                             | 5 tháng 12 năm 2013  | FremantleMedia U.K. New Talent Award                                              | Kelly Marcel (nhà biên kịch của Saving Mr. Banks và Fifty Shades of Grey) | Đoạt giải       |